# Sevel Nord
Sevel Nord (Société Européenne de Véhicules Légers S.A.) es una joint venture para la fabricación de monovolúmenes grandes y vehículos comerciales medianos, propiedad a partes iguales entre Fiat Group Automobiles y el Groupe PSA. De su gestión se responsabiliza la segunda.

## Historia
Existen dos versiones del rango de vehículos de Sevel Nord: un utilitario multipropósito (MPV) largo y un vehículo comercial liviano. La línea del monovolumen ha recibido un rediseño general en 2002.
Los monovolúmenes que han sido producidos y vendidos son:
- Citroën Evasion, desde 1994 a 2002 cuando fue reemplazado por el Citroën C8;
- Fiat Ulysse I & II;
- Lancia Zeta hasta 2002, reemplazado por el Lancia Phedra;
- Peugeot 806, que se convirtió en el 807 con el relanzamiento del año 2002.

Los vehículos comerciales producidos y vendidos son:
- Citroën Jumpy (Citroën Dispatch en el mercado británico)
- Fiat Scudo
- Peugeot Expert.

En 2010 cesa la producción de los monovolúmenes Fiat Ulysse y Lancia Phedra. En 2011 Fiat Group Automobiles y el Groupe PSA anuncian el cese del acuerdo de colaboración entre ambas en 2017. En 2012 se anunció que a finales de ese año Fiat Group Automobiles traspasaría su participación en la sociedad al Groupe PSA.

## Fábricas
Para llevar a cabo su producción, Sevel Nord cuenta con la fábrica de Sevel Valenciennes.